# Barbara Faulend-Klauser

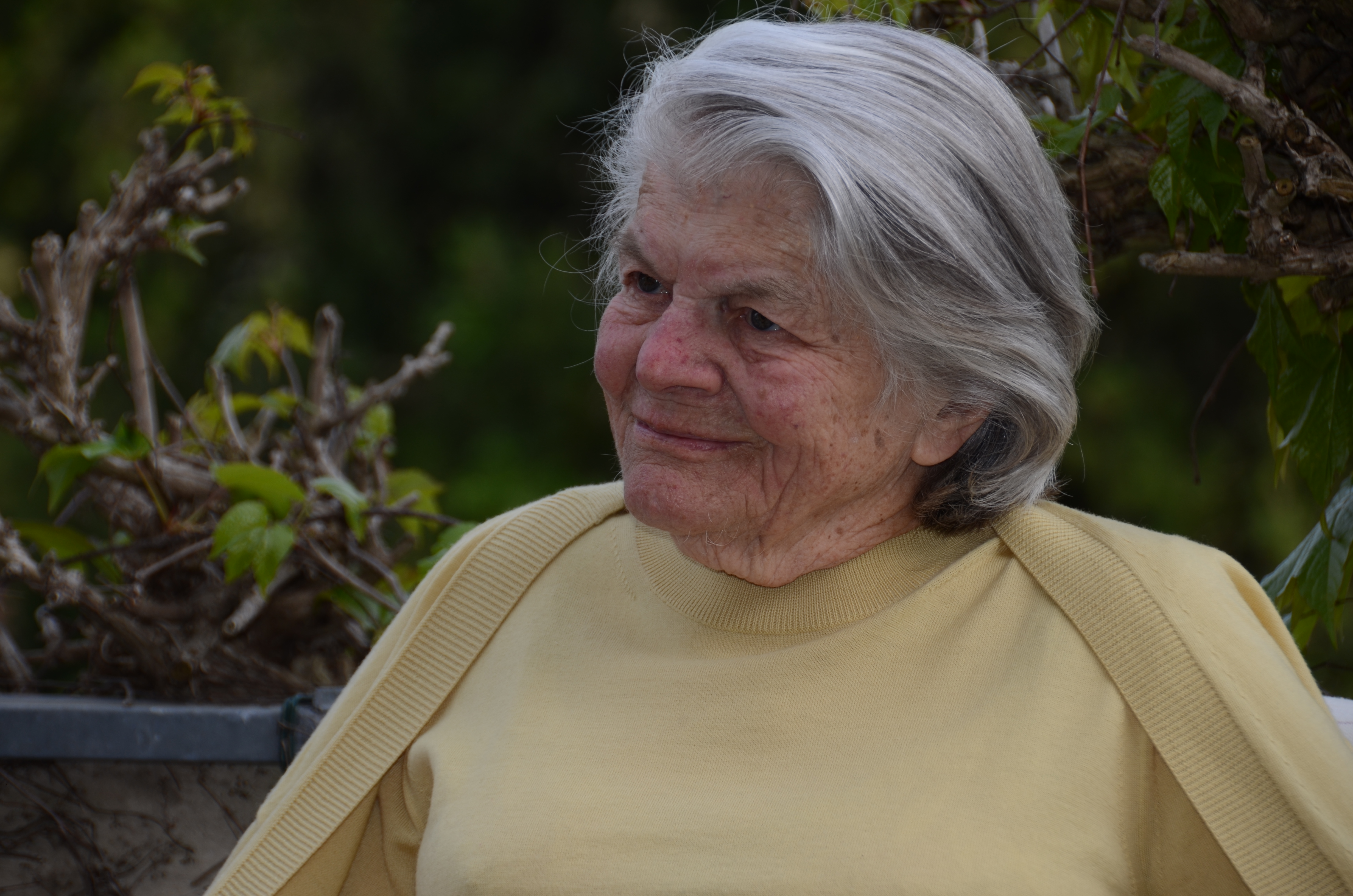
Barbara Faulend-Klauser 2020

Barbara Faulend-Klauser (* 10. Jänner 1926 in Deutschlandsberg) ist eine österreichische Pianistin, Musikerzieherin und Kulturschaffende.

## Leben und Wirken
Barbara Faulend-Klauser absolvierte ein Musik- und Klavierstudium in Graz und Wien. 1949 legte sie mit Auszeichnung die Staatsprüfung für Klavier an der Musikakademie Wien ab. Es folgten zahlreiche Konzertauftritte. Zusätzlich erwarb sie die Lehrbefähigung für Blockflöte an der Akademie für Darstellende Kunst in Graz. Ihre Lehrtätigkeit führte sie an die Bundeserziehungsanstalt Liebenau und das Musisch-Pädagogische Realgymnasium in Deutschlandsberg. Von 1971 bis zu ihrer Pensionierung im Jahr 1992 leitete sie die Musikschule Deutschlandsberg. Faulend-Klauser ist Gründungsmitglied der European Piano Teachers Association Austria.
Im Jahr 1972 wurde der Kulturkreis Deutschlandsberg ins Leben gerufen. Unter Faulend-Klauser als Obfrau wurde das regionale Kulturangebot vielseitig und über die regionalen Grenzen hinaus bekannt. Ihren persönlichen Beziehungen zu vielen Künstlern sowie ihrer engen Freundschaft zu Elisabeth Leonskaja ist es zu verdanken, dass renommierte internationale Künstler, von ihr persönlich betreut, nach Deutschlandsberg kamen, bzw. kommen; z. B. Swjatoslaw Richter, Paul Badura-Skoda, Leonid Brumberg, Oleg Maisenberg, Markus Schirmer, Till Fellner, Yevgeny Chepovetsky, Yevgeni Sudbin, Alexander Satz, Alexei Ljubimov, Herbert Schuch und Elisabeth Leonskaja konzertierten, junge Musiker starteten in Deutschlandsberg ihre internationalen Karrieren. Neben klassischen Konzerten wurden auch Jazzkonzerte unter wesentlicher Mitwirkung von Harald Neuwirth geboten.
Von 1984 bis 2003 bestand im Rahmen des Steirischen Herbstes das von Hans Werner Henze begründete und von Faulend-Klauser geleitete Jugendmusikfest Deutschlandsberg. Zu Gast waren zahlreiche österreichische Schriftsteller, z. B. Elfriede Jelinek sowie Komponisten wie Otto M. Zykan, Gerd Kühr, Kurt Schwertsik, Richard Dünser, Wolfgang Rihm und Hans Georg Pflüger. Heinrich Schiff konzertierte als Solist und leitete gleichzeitig eine Orchesterwerkstatt. Im Projekt „Komponisten schreiben für die Musikschule“ wurden hunderte Kompositionsaufträge für Kinder bzw. Laien vergeben und teilweise auch aufgeführt.
1994 gründete Faulend-Klauser das jährlich stattfindete Musikfestival Deutschlandsberger Klavierfrühling, das sie bis heute leitet. Neben Klavier- und Kammermusik sowie klassischen Lied-Programmen (mit Künstlern wie z. B. Wolfgang Holzmair, Robert Holl, Mark Padmore und Wieland Satter) finden auch Dichter-Lesungen unter anderem mit Erika Pluhar, Wolfram Berger, Aglaia Szyszkowitz statt.

## Auszeichnungen
- 1983: Verleihung des Professorentitels durch das Österreichische Ministerium für Unterricht und Kunst[10]
- 1989: Ehrenzeichen der Stadt Deutschlandsberg[10]
- 1998: Großes Ehrenzeichen des Landes Steiermark
- 1998: Ehrenring der Stadt Deutschlandsberg[10]
- 2000: Hanns-Koren-Kulturpreis des Landes Steiermark[11]
- 2007: Großes Goldenes Ehrenzeichen des Landes Steiermark[10]
- 2012: Josef Krainer-Heimatpreis[12]
- 2016: Österreichisches Ehrenkreuz für Wissenschaft und Kunst I. Klasse[13]
- 2019: Ehrenbürgerschaft der Stadt Deutschlandsberg[14]